# Natividade (Tocantins)
Natividade is een gemeente in de Braziliaanse deelstaat Tocantins. De gemeente telt 9.396 inwoners (schatting 2009).